# Clara Tauson

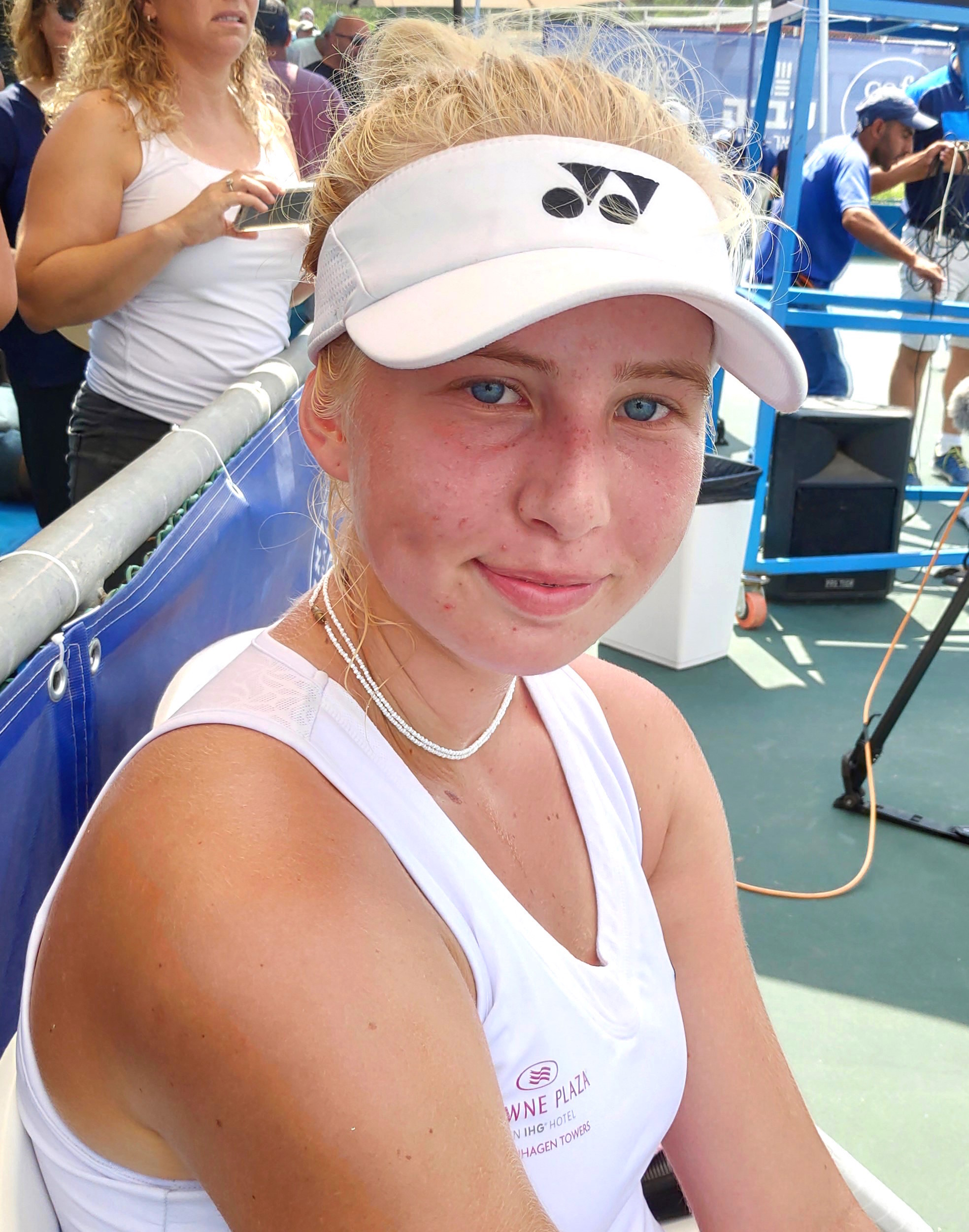
ITF Meitar, Israël (2019)

Clara Tauson (Gentofte, 21 december 2002) is een tennisspeelster uit Denemarken. Zij is de dochter van de Deense ijshockeyspeler Søren Tauson, en zus van de Deense middellangeafstandloper Caroline Groth-Tauson. Zij begon op zesjarige leeftijd met het spelen van tennis. Haar favoriete ondergrond is gravel. Zij speelt rechtshandig en heeft een tweehandige backhand. Zij is actief in het internationale tennis sinds 2017.

## Loopbaan
In 2019 won Tauson het meisjestoernooi van het Australian Open, door de Canadese Leylah Fernandez te verslaan. Hiermee steeg zij naar de eerste positie op de ITF-ranglijst voor junioren.
In september 2020 kwalificeerde zij zich voor het eerst voor een grandslamtoernooi op Roland Garros.
In januari 2021 won Tauson haar achtste ITF-titel in Fujairah (VAE) – daardoor kwam zij op 1 februari binnen in de top 150 van de wereldranglijst. Enkele weken later won zij haar eerste WTA-titel, op het toernooi van Lyon – daardoor klom zij meteen door naar de top 100. In september won zij het WTA-toernooi van Luxemburg – in de finale versloeg zij Jeļena Ostapenko uit Letland. In oktober kwam zij binnen op de top 50.
Op het Australian Open 2022 bereikte Tauson de derde ronde, op Roland Garros 2024 de vierde.
In januari 2025 won Tauson haar vierde WTA-titel op het toernooi van Auckland – in de finale versloeg zij de als zevende geplaatste Japanse Naomi Osaka. In mei kwam zij binnen op de mondiale top 150 van het dubbelspel, na het bereiken van de kwartfinale op het WTA 1000-toernooi van Madrid. In juli steeg zij in het dubbelspel naar de top 100, terwijl zij in het enkelspel de top 20 betrad, na het bereiken van de vierde ronde op Wimbledon.
Tauson speelde tot op heden(augustus 2025) 23 partijen voor Denemarken op de Fed Cup – zij won er zeventien.

## Posities op deWTA-ranglijst
Positie per einde seizoen:
| jaar | rang enkelspel | rang dubbelspel |
| ---- | -------------- | --------------- |
| 2017 | 938            | –               |
| 2018 | 863            | –               |
| 2019 | 267            | –               |
| 2020 | 152            | 630             |
| 2021 | 44             | 450             |
| 2022 | 128            | 848             |
| 2023 | 85             | –               |
| 2024 | 52             | 1027            |

## Resultaten grandslamtoernooien
| Legenda | Legenda                          |
| ------- | -------------------------------- |
| g.t.    | geen toernooi gehouden           |
| l.c.    | lagere categorie                 |
| –       | niet deelgenomen                 |
| G       | uitgeschakeld in de groepsfase   |
| 1R      | uitgeschakeld in de eerste ronde |
| 2R      | uitgeschakeld in de tweede ronde |
| 3R      | uitgeschakeld in de derde ronde  |
| 4R      | uitgeschakeld in de vierde ronde |
| KF      | uitgeschakeld in de kwartfinale  |
| HF      | uitgeschakeld in de halve finale |
| F       | de finale verloren               |
| W       | het toernooi gewonnen            |
| w-v     | winst/verlies-balans             |

### Enkelspel
| toernooi        | 2020 | 2021 | 2022 | 2023 | 2024 | 2025 |
| --------------- | ---- | ---- | ---- | ---- | ---- | ---- |
| Australian Open | –    | –    | 3R   | –    | 2R   | 3R   |
| Roland Garros   | 2R   | 2R   | –    | 3R   | 4R   | 3R   |
| Wimbledon       | g.t. | 1R   | 1R   | –    | 1R   | 4R   |
| US Open         | –    | 2R   | 1R   | 2R   | 2R   |      |

### Vrouwendubbelspel
| toernooi        | 2021 | 2022 |    | 2024 | 2025 |
| --------------- | ---- | ---- | -- | ---- | ---- |
| Australian Open | –    | 1R   | –  | 1R   |      |
| Roland Garros   | –    | –    | –  | 1R   |      |
| Wimbledon       | 1R   | –    | 1R | 2R   |      |
| US Open         | –    | 1R   | 1R |      |      |

## Palmares
| Legenda                 |
| ----------------------- |
| Grandslamtoernooi       |
| Olympische Spelen       |
| Year-End Championships  |
| Premier Mandatory       |
| Premier Five / WTA 1000 |
| Premier / WTA 500       |
| International / WTA 250 |
| Challenger / WTA 125    |

### Overwinningen op een regerend nummer 1
Tauson heeft tot op heden éénmaal een partij tegen een op dat ogenblik heersend leider van de wereldranglijst gewonnen (peildatum 20 februari 2025):
| nr. | datum      | toernooi  | ronde       | tegenstandster  | score    |         |
| --- | ---------- | --------- | ----------- | --------------- | -------- | ------- |
| 1.  | 2025-02-19 | WTA Dubai | derde ronde | Aryna Sabalenka | 6-3, 6-2 | details |

### WTA-finaleplaatsen enkelspel
| nr.              | finale     | toernooi       | ondergrond    | tegenstandster    | score         |         |
| ---------------- | ---------- | -------------- | ------------- | ----------------- | ------------- | ------- |
| gewonnen finales |            |                |               |                   |               |         |
| 1.               | 2021-03-07 | WTA Lyon       | hardcourt (i) | Viktorija Golubic | 6-4, 6-1      | details |
| 2.               | 2021-08-22 | WTA Chicago    | hardcourt     | Emma Raducanu     | 6-1, 2-6, 6-4 | details |
| 3.               | 2021-09-19 | WTA Luxemburg  | hardcourt (i) | Jeļena Ostapenko  | 6-3, 4-6, 6-4 | details |
| 4.               | 2025-01-05 | WTA Auckland   | hardcourt     | Naomi Osaka       | 4-6, opg.     | details |
| verloren finales |            |                |               |                   |               |         |
| 1.               | 2021-10-31 | WTA Courmayeur | hardcourt (i) | Donna Vekić       | 6-7, 2-6      | details |
| 2.               | 2022-12-17 | WTA Limoges    | hardcourt (i) | Anhelina Kalinina | 3-6, 7-5, 4-6 | details |
| 3.               | 2024-04-21 | WTA Oeiras     | gravel        | Suzan Lamens      | 4-6, 7-5, 4-6 | details |
| 4.               | 2024-10-06 | WTA Hongkong   | hardcourt     | Ajla Tomljanović  | 6-4, 4-6, 4-6 | details |
| 5.               | 2025-02-22 | WTA Dubai      | hardcourt     | Mirra Andrejeva   | 6-7, 1-6      | details |